# Ruffia (Piemont)
Ruffia (piemontesisch Rufìa) ist eine Gemeinde in der italienischen Provinz Cuneo (CN), Region Piemont.

## Lage und Einwohner
Der Ort liegt 41 km nördlich von der Provinzhauptstadt Cuneo entfernt auf einer Höhe von 282 m über dem Meeresspiegel, nahe der Varaita. Das Gemeindegebiet umfasst eine Fläche von 7,61 km² und hat 362 Einwohner (Stand 31. Dezember 2024). 
Die Nachbargemeinden sind Cavallerleone, Cavallermaggiore, Monasterolo di Savigliano, Murello, Scarnafigi und Villanova Solaro.

## Geschichte

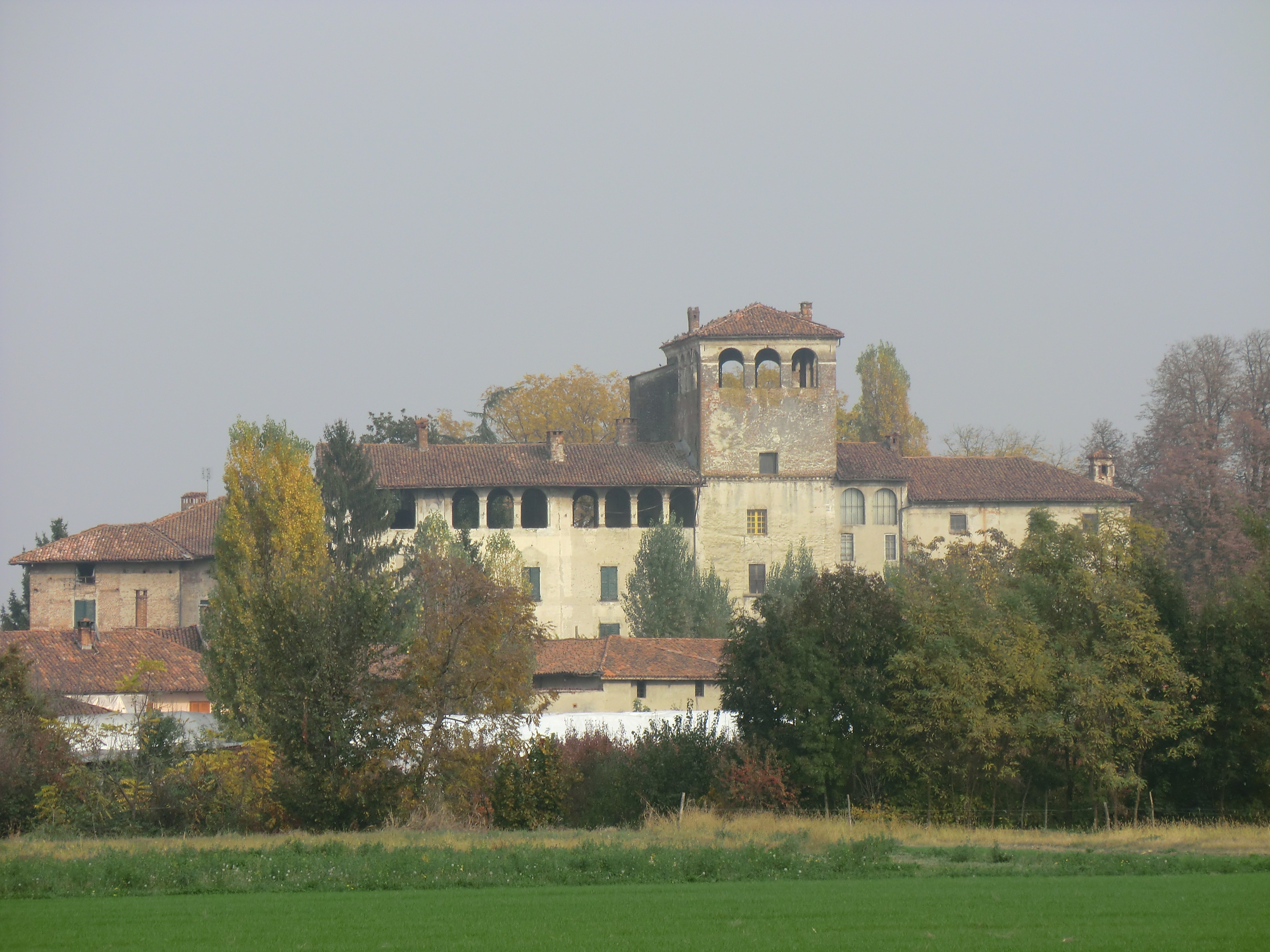
Das Schloss von Ruffia

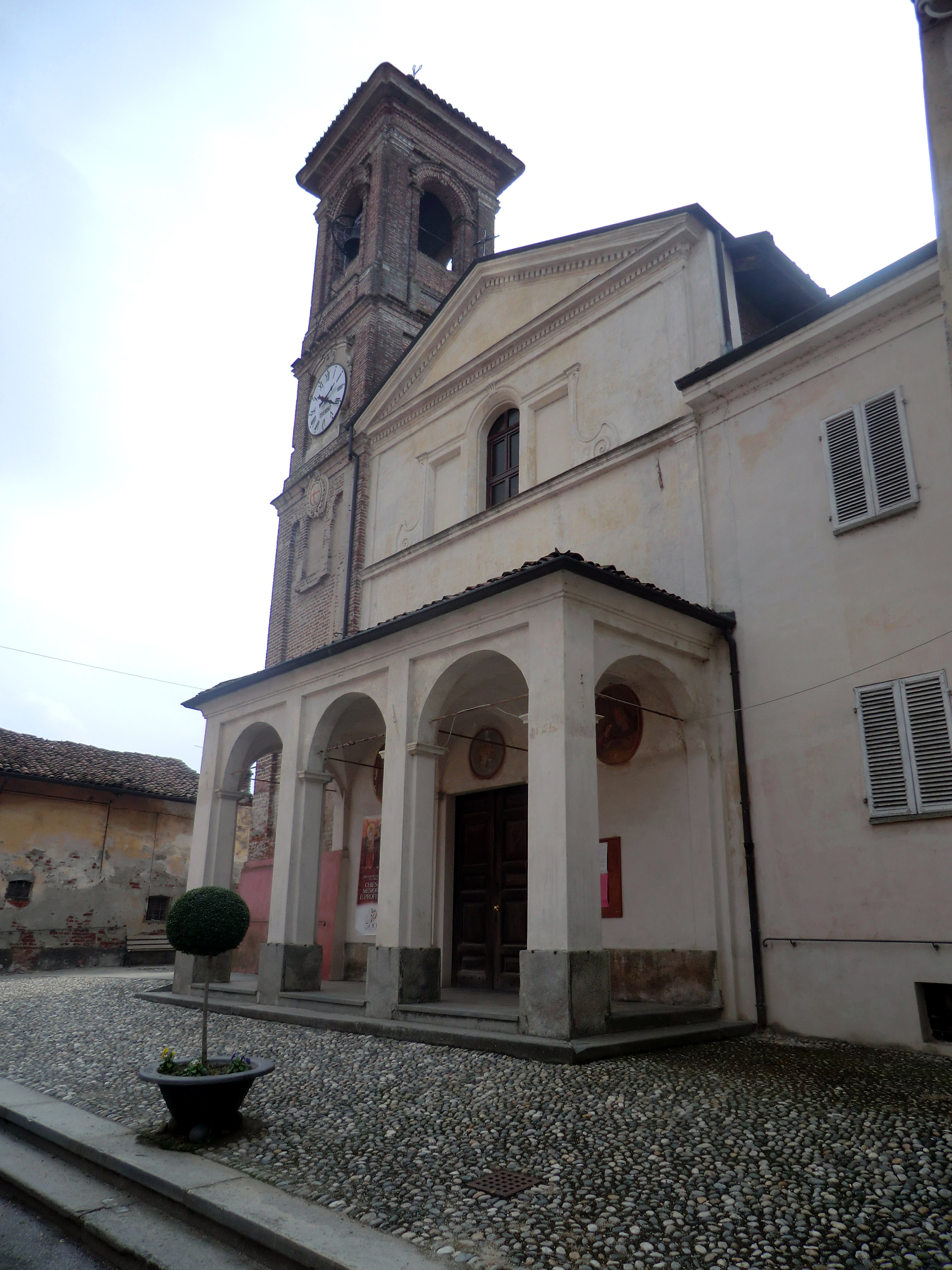
Kirche San Giacomo

Ruffia wurde den Markgrafen von Busca unterworfen und anschließend an verschiedene Herren übergeben, bis es den Familien Falletti und Del Carretto gehörte, bevor es schließlich an die Familie Cambiano überging, die das Lehen bis zur Französischen Revolution innehatte.

## Sehenswürdigkeiten
- Das Castello, eine alte Befestigungsanlage im Stil des 17. und 18. Jahrhunderts, auch wenn es mittelalterliche und Renaissance-Elemente aufweist.
- Die Pfarrkirche San Giacomo mit einem einzigen Kirchenschiff, das von Seitenkapellen überragt wird. In ihrem Inneren befindet sich ein wertvoller Altar mit einem Altarbild aus dem 17. Jahrhundert.
- Die Kirchen Chiesa della Confraternita dell'Assunta und Chiesa dei Santi Gaetano e Sebastiano.